# COOL104
COOL104（クール104）は、シグマ（Sigma）から発売されたメダルゲーム。分かりやすいルールでありながら、戦略性の高いゲーム性であることが、様々な客層から支持され、2019年の時点で約20年に及ぶロングランを記録している。

## ゲームの内容
プレイヤーには1組のトランプの中からランダムで5枚のカードが手札として配られる。この中の1枚をプレイヤーは台札として場に出す。
以後、プレイヤーは台札の最上部のカードと、スートか数字かのいずれかが共通するカードを手札から選び、台札に重ねていく。
手札を1枚場に出すたび、新たに手札が1枚補充される。
これを、手札を場に出すことができなくなるまで繰り返す。
最終的に場に出すことができた手札の枚数に応じた配当をプレイヤーは得る。例えば、運よく1組のトランプを全て場に出した場合の倍率は100倍、2組分のトランプ(すなわち104枚)を全て場に出すことができた場合の倍率は2000倍となる。
また、プレイの最中に手札の5枚のカードによってフラッシュ・フルハウス・フォーカード・ストレートフラッシュ・ロイヤルフラッシュといったポーカーの役が成立した場合、プレイヤーは役に応じたスペシャルボーナスを得る。

## STARHORSE 4
2019年にリリースされたセガのメダルゲームSTARHORSE 4はゲーム内のミニゲームとしてCOOL104を提供している。
獲得枚数・連勝数・1stStage突破回数といった項目で、全国のプレイヤーとランキングを競う事ができる。
ロングランを記録したCOOL104にはそれ故に老朽化した筐体のメンテナンスという問題がつきまとっていたが、STARHORSE 4によってこの問題は緩和される事となった。